# سیبل ادموندز
سیبل ادموندز (به انگلیسی: Sibel Edmonds) یک ترک آمریکایی مترجم سابق پلیس فدرال آمریکا و مؤسس ائتلاف امنیت ملی افشاگران. وی در ماه مارس کتابی تحت عنوان زن فوق سری-داستان سیبل ادموندز را منتشر کرد.

## شرح‌حال
پدر سیبل ادموندز آذربایجانی ایرانی و مادرش ترکیه‌ای است. وی در ایران و ترکیه زندگی کرده‌است و قبل از آمدن به آمریکا دانش‌آموز بود. و از سال ۱۹۸۸ به زبان‌های انگلیسی، فارسی، ترکی استانبولی و زبان ترکی آذربایجانی مسلط است. ادموندز تحصیلات عالیه را در زمینه روان‌شناسی و عدالت کیفری در مقطع لیسانس از دانشگاه جورج واشینگتن و مدرک فوق لیسانس را در زمینه سیاست‌های عمومی و تجارت بین‌الملل از دانشگاه جرج میسون دریافت کرده‌است.